# Brian McGovern
Brian McGovern (ur. 12 września 1990) – irlandzki lekkoatleta, skoczek o tyczce. Do marca 2011 reprezentował USA.
W 2011 reprezentował Irlandię w I lidze drużynowych mistrzostw Europy – nie zaliczył żadnej wysokości. Wielokrotny rekordzista kraju.

## Rekordy życiowe
- Skok o tyczce (stadion) – 5,36 (2013) rekord Irlandii
- Skok o tyczce (hala) – 5,22 (2012) rekord Irlandii